# Preuve directe
En mathématiques et plus précisément logique, une preuve directe est un moyen d'affirmer ou d'infirmer une proposition, par une combinaison directe de faits établis, comme des axiomes, des lemmes et des théorèmes déjà démontrés. Afin de prouver directement une assertion logique conditionnelle de la forme "Si {\displaystyle p}, alors {\displaystyle q}" où {\displaystyle p} et {\displaystyle q} sont des propositions logiques, il suffit de se restreindre aux situations où {\displaystyle p} est vraie, et de déduire logiquement la conclusion, à partir de cette hypothèse et des faits établis. Par exemple, les disjonctions de cas ou les preuves par induction sont des preuves directes.
À l'inverse, une preuve indirecte est une preuve où l'on ne montre pas simplement l'implication {\displaystyle p\Rightarrow q}, mais obtenir un résultat équivalent par un autre raisonnement. Un exemple est la preuve par contraposition : au lieu de montrer {\displaystyle p\Rightarrow q}, on montre {\displaystyle \neg q\Rightarrow \neg p}, qui se trouve être équivalent à l'implication que l'on cherche. D'autres exemples sont la preuve par l'absurde ou la méthode de descente infinie.

## Exemples

### La somme de deux entiers pairs et un entier pair
Soit {\displaystyle x,y\in \mathbb {Z} } deux entiers pairs. On peut poser
{\displaystyle x=2a}
{\displaystyle y=2b}
Ainsi, on a
{\displaystyle x+y=2a+2b=2(a+b)}
On a que cette somme possède un facteur 2, ainsi, par définition d'un nombre pair, {\displaystyle x+y} exhibe cette propriété.

### Le carré d'un nombre impair est impair
Soit {\displaystyle x\in \mathbb {Z} } un entier impair. On peut poser
{\displaystyle x=2a} + 1
Ainsi, on a
{\displaystyle x^{2}=(2a+1)^{2}=4a^{2}+4a+1=2(2a^{2}+2a)+1}
On a que {\displaystyle x^{2}} est de la forme {\displaystyle 2m+1} avec {\displaystyle m} entier, donc par définition d'un nombre impair, {\displaystyle x^{2}} est impair.